# وتهیکودی
وتهیکودی (به انگلیسی: Vathikudy) یک روستا در هند است که در Idukki district واقع شده‌است.

## خصوصیات
وتهیکودی ۲۴٬۶۲۳ نفر جمعیت دارد.